# Паевский, Владимир Александрович
Владимир Александрович Паевский (род. 29 апреля 1937, Ленинград) — советский и российский орнитолог, специалист по демографии птиц, доктор биологических наук (1987), главный научный сотрудник Зоологического института РАН, почётный член Американского Союза орнитологов (AOU), мемуарист и поэт. Автор 268 научных работ (по данным на май 2023).

## Биография
Родился в Ленинградe. Наблюдать за птицами и искать их гнёзда полюбил с детства. В 1961 закончил ЛГУ.

## Научная деятельность
Посвятил научные труды вопросам и проблемам демографии птиц. Его монография 1985 года так и называется «Демография птиц». Среди прочего, им было показано, что повышенная смертность самцов, представления о которой широко распространены в биологии, для птиц не характерна. Стал автором «Атласа миграций птиц по данным кольцевания на Куршской косе», за который получил премию Зоологического института АН СССР. Автор монографий «Демографическая структура и популяционная динамика певчих птиц» (2008), «Songbird Demography» («Демография певчих птиц») (2009) и «Вьюрковые птицы мира» (2015), научно популярных книг «Пернатые многоженцы: браки, измены и разводы в мире птиц» (2007 и переиздание 2022), «Загадки птичьих миграций» (2020).
Является постоянным участником отечественных и международных орнитологических конференций и конгрессов.

## Основные труды
- Виноградова Н. В., Дольник В. Р., Ефремов В. Д., Паевский В. А. Определение пола и возраста воробьиных птиц фауны СССР: Справочник / Отв. ред. В. Д. Ильичёв; Зоологический институт АН СССР. — М.: Наука, 1976. — 192 с. — 2600 экз.
- Паевский В. А. Демография птиц / Отв. ред. тома В. Р. Дольник. — Л.: Наука, 1985. — 288 с. — (Труды Зоологического института АН СССР. Т. 125). — 2450 экз.
- Паевский В. А. Пернатые многоженцы: браки, измены и разводы в мире птиц. — М.: Товарищество научных изданий КМК, 2007. — 156 с. — (Разнообразие животных). — 1000 экз. — ISBN 978-5-87317-383-9.
- Паевский В. А. Демографическая структура и популяционная динамика певчих птиц. — М.: Товарищество научных изданий КМК, 2008. — 244 с. — 600 экз. — ISBN 978-5-87317-458-4.
- Payevsky V.A. Songbird Demography. — Sofia: Pensoft, 2009. — 260 p. — ISBN 978-954-642-470-9.
- Паевский В. А. Вьюрковые птицы мира / Отв. ред. Р. Л. Потапов; Зоологический институт РАН. — М.: Товарищество научных изданий КМК, 2015. — 272, [32] с. — 250 экз. — ISBN 978-5-9906895-9-6.
- Паевский В. А. Этимология названий птиц Палеарктики. — М.: Товарищество научных изданий КМК, 2018. — 290 с. — ISBN 978-5-6040117-6-8.
- Паевский В. А. Загадки птичьих миграций ― М.: Фитон XXI, 2020 ― 144 с. ― ISBN 978-5-906811-80-6
- Паевский В. А. Славки мировой орнитофауны ― М.: Товарищество научных изданий КМК ― 2022 ― 161 с. ― ISBN 978-5-907533-43-1